# Aérospatiale HH-65 Dolphin
L'Aérospatiale HH-65 Dolphin est un hélicoptère militaire destiné prioritairement aux missions de sauvetage en mer, mais optimisé également pour le soutien opérationnel, notamment dans le cadre de la lutte contre le trafic de stupéfiants, Il est en service dans l'US Coast Guard. Dérivé profondément modifié du Dauphin 2, il est également connu sous sa désignation constructeur de SA.366.

## Historique

### En compétition avec le Sikorsky S-76
En 1979 l'US Coast Guard fit savoir qu'elle recherchait un remplaçant pour les Sikorsky HH-52A Seaguard alors en service dans ses rangs pour les missions de sauvetage en mer et notamment pour celles réalisées à partir de ses cutters.
Deux hélicoptéristes y répondirent : Aérospatiale en France et Sikorsky aux États-Unis.
La première société présentait son SA.366, une version profondément modifiée du Dauphin 2 alors en plein développement. La seconde présentait son S-76 Spirit. Les deux machines avaient la particularité d'être alors assez similaires dans leur conception, faisant appel toutes deux à des trains d'atterrissage rétractables et à un fuselage en partie réalisé en matériau composite. Toutefois l'hélicoptère français se détacha rapidement de la compétition, les responsables américains s'intéressant de près au principe du rotor anticouple type Fenestron jugé plus sécurisant pour les mécaniciens œuvrant au sol.

### Un développement industriel franco-américain
Un accord politique fut passé entre les États-Unis et la France pour que la fabrication des 96 SA.366 commandés à l'origine soit réalisée sur le territoire américain. Les usines américaines d'Aérospatiale à Grand Prairie (Texas) furent alors aménagées. En effet, elles étaient jusque-là réservées à l'assemblage des AS.350D Astar civils. 
Pour faciliter l'achat de ces machines, la motorisation fut américanisée. En effet le turbomoteur français Turbomeca Arriel laissa la place à un modèle conçu et réalisé aux États-Unis, le Lycoming LTS-101-750A. Légèrement moins puissant que le premier, ce second était censé permettre une meilleure interopérabilité avec d'autres appareils locaux.
Finalement c'est 65 % des pièces et équipements du SA.366 qui sont d'origines américaines. Faisant véritablement de cet hélicoptère une machine à part dans la famille du Dauphin 2.
À l'usage le moteur Lycoming LTS-101-750A apparu insuffisant et un nouvel appel d'offres fut mis en œuvre par les garde-côtes en 1994 pour le remplacer. C'est finalement le moteur Turbomeca Arriel 2C2-CG qui fut choisi et qui équipa à partir de 2004 les appareils, qui portent alors la dénomination HH-65C.

## En service

### Entrée en service

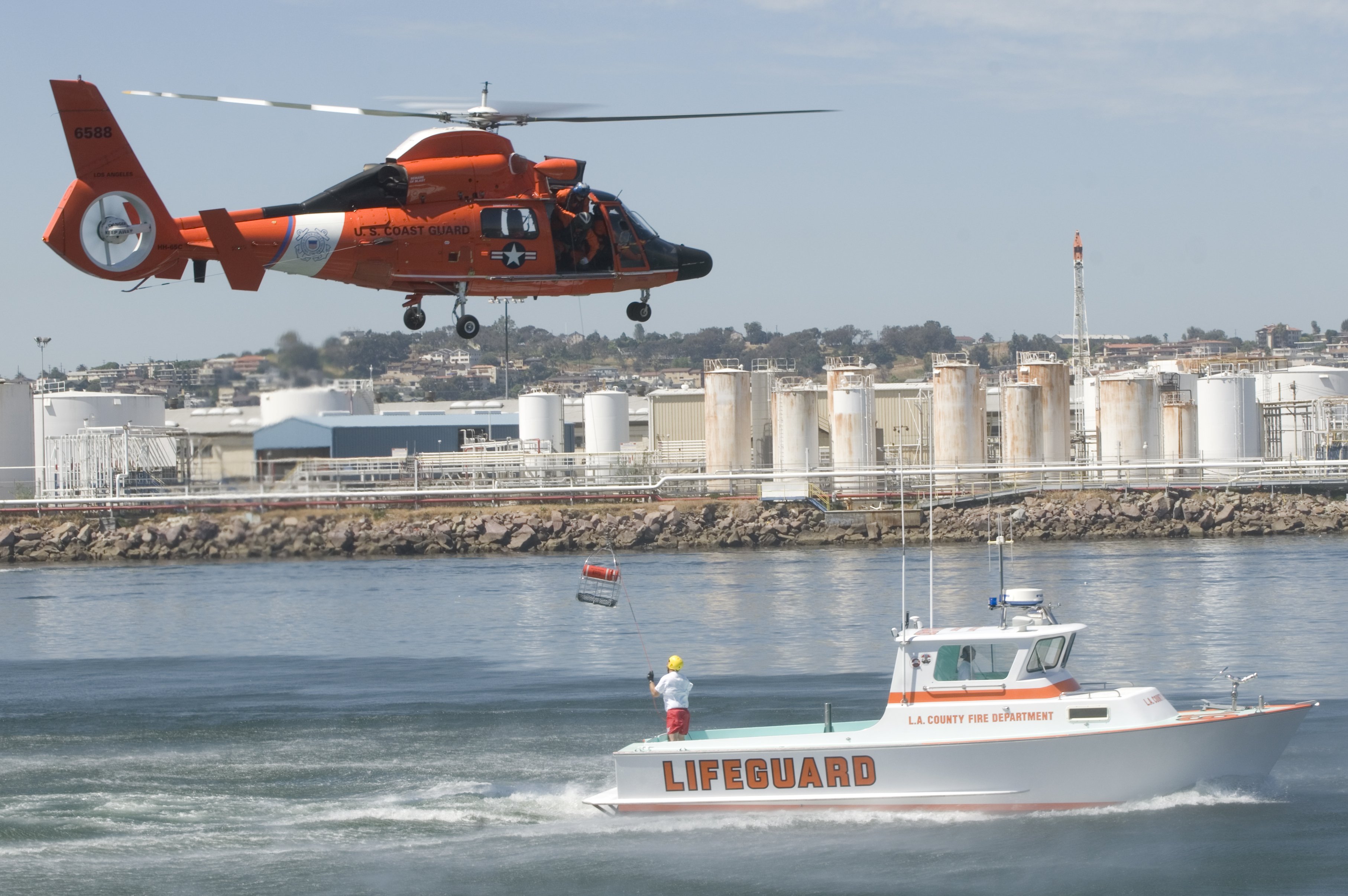
HH-65A Dolphin en soutien d'une embarcation légère du Los Angeles Fire Department.

Les premiers SA.366 livrés en 1984 sont entrés en service au sein de l'US Coast Guard en 1985 sous la désignation de HH-65A Dolphin, « dauphin » en français. Outre les cutters ces hélicoptères de sauvetage étaient alors embarqués fréquemment à bord des brise-glaces de la garde côtière américaine comme le Polar Sea.
Jusqu'en 1990 les Dolphin ont volé dans une livrée rouge et blanche, à dominante de cette dernière couleur. Elle disposait également des marquages similaires à ceux des autres hélicoptères de l'USCG comme le Sikorsky HH-60J Jayhawk. Cependant après cette année-là les HH-65 furent massivement repeints dans une livrée uniformément orange à l'exception d'une bande blanche à l'arrière du fuselage au niveau de la poutre de queue.
Au cours des années 1990 les Dolphin furent massivement employés également pour soutenir l'action américaine dans la lutte contre le trafic de stupéfiants, et contre les différentes formes de contrebande, notamment dans le golfe du Mexique. L'expérience de l'utilisation de ces hélicoptères amena une réflexion au sein de l'USCG qui déboucha sur l'achat des MH-68 Stingray et des MH90 Enforcer. Dans le même temps le MH-65, une version bien plus polyvalente du Dolphin, fit son apparition.

### Nouvelles désignations, nouvelles missions

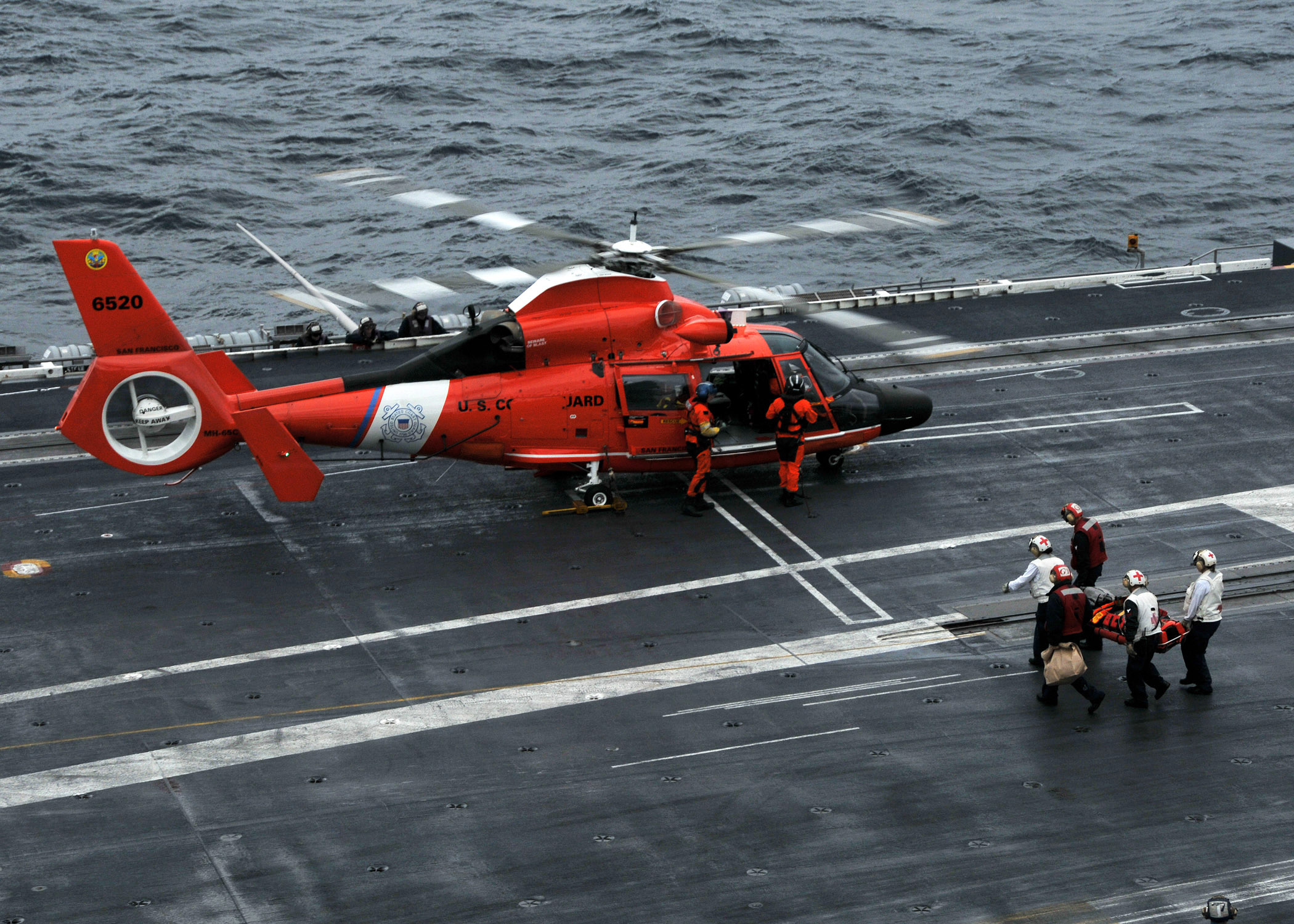
Aérospatiale MH-65C de l'US Coast Guard sur le pont du porte-avions.

En juin 2002 l'Integrated Deepwater System Program (en) prévoyait un redéploiement massif des moyens de la garde côtière américaine. Parmi ceux-ci figurait un volet concernant les HH-65C, appelés à devenir des MH-65C. Connus sous le terme de Multi-Mission Cutter Helicopter (hélicoptères multirôles pour les cotres) le MH-65 devait donc intégrer des possibilités de missions de reconnaissance aérienne, de lutte anti-terroriste, et d'appui aux forces de police. Dans ces deux dernières missions les MH-65C peuvent emporter une mitrailleuse M240 de calibre 7,62 mm.
En janvier 2011 plusieurs HH-65B ont été transformés en MH-65D destinés à des missions conjointes avec les composantes du département de la Défense des États-Unis, et notamment l'US Navy ou les forces spéciales américaines. Dans le même temps la garde côtière américaine a commandé à Eurocopter une version de nouvelle génération directement dérivée de l'EC155, la dernière génération de la famille Dauphin 2. Les premiers MH-65E devaient entrer en service à la fin de l'année 2014, mais début mars 2017, alors que cent Dolphin sont en service et que la flotte a effectué 1,5 million d'heures de vol, il est annoncé qu'ils le seront en 2018.
En 2022, il est prévu que 98 hélicoptères soit portés à ce standard. Le retrait de la flotte est alors envisagé entre 2035 et 2039.

### Implantations des hélicoptères

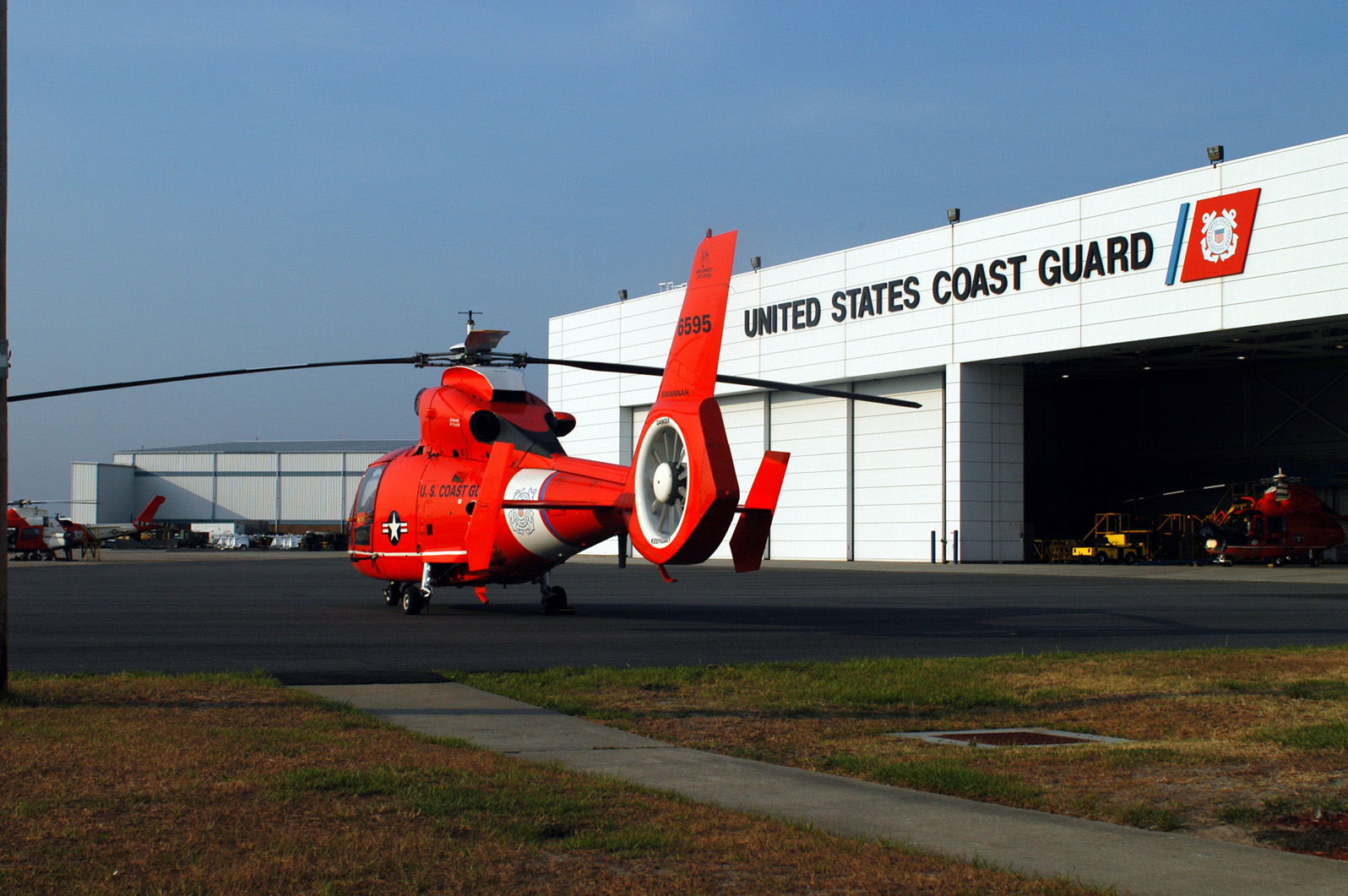
Aérospatiale MH-65C de l'US Coast Guard basé sur la Coast Guard Air Station de Savannah.

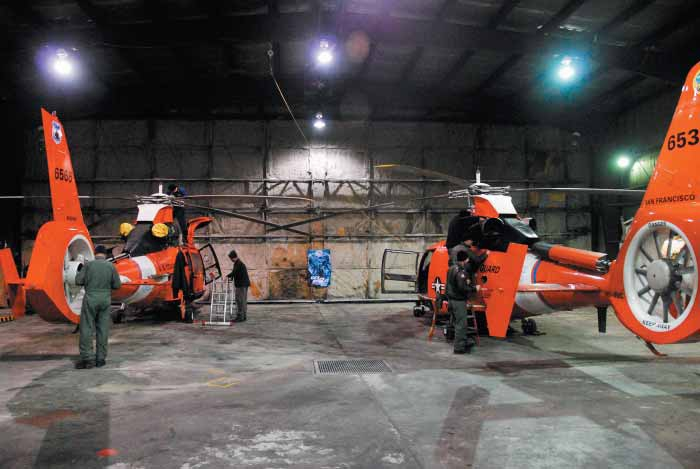
Aérospatiale HH-65B de l'US Coast Guard basé sur la Coast Guard Air Station de Kodiak.

Voici une liste (non exhaustive) des principales bases de l'US Coast Guard ayant utilisé, ou utilisant encore en 2013 des HH-65 et/ou MH-65 Dolphin.
- Le Coast Guard Aviation Training Center de Mobile.
- La Coast Guard Air Station d'Atlantic City.
- La Coast Guard Air Station de Barbers Point.
- La Coast Guard Air Station de Borinquen.
- La Coast Guard Air Station de Houston.
- La Coast Guard Air Station de Humboldt Bay.
- La Coast Guard Air Station de Kodiak.
- La Coast Guard Air Station de Los Angeles.
- La Coast Guard Air Station de Miami.
- La Coast Guard Air Station de New Orleans.
- La Coast Guard Air Station de North Bend.
- La Coast Guard Air Station de Port Angeles.
- La Coast Guard Air Station de San Francisco.
- La Coast Guard Air Station de Savannah.
- La Coast Guard Air Station de Traverse City.
- L'Helicopter Interdiction Tactical Squadron de Jacksonville.
- La Naval Air Station de Corpus Christi[9].
- La Selfridge Air National Guard Base de Detroit.

### En service en Israël
Le seul client étranger du HH-65 a été la Heil HaYam HaYisraeli qui a utilisé entre 1985 et 1997 trois appareils, désignés SA.366G2, et localement connus comme HH-65A. Ils étaient baptisés Dolpheen. Ces appareils servaient pour les mêmes missions que les appareils américains, et d'une livrée similaire. Ils ont laissé la place à des AS-565MA porteurs eux d'une livrée bleue et blanche.

## Utilisateurs
États-Unis
- US Coast Guard[1].

 Israël
- Heil HaYam HaYisraeli[2].

## Désignations & versions

### Désignations attribuées par le constructeur
- SA.366 : Désignation générique de tous les appareils conçus et réalisés pour le programme de l'US Coast Guard.
  - SA.366G : Désignation portée par le premier prototype préfigurant le HH-65A.
    - SA.366G1 : Désignation portée par les appareils de la version HH-65B.
    - SA.366G2 : Désignation portée par les appareils de la version HH-65C et par les appareils israéliens[1].

### Désignations attribuées par l'US Coast Guard
- HH-65 & MH-65 Dolphin : Désignation générique de tous les appareils de la série.
  - HH-65 Dolphin : Désignation d'origine des hélicoptères destinés exclusivement aux missions de sauvetage en mer.
    - HH-65A Dolphin : Désignation attribuée à la première version de série.
    - HH-65B Dolphin : Désignation attribuée à une version dotée d'une avionique améliorée, et notamment d'un GPS.
    - HH-65C Dolphin : Désignation attribuée à une version remotorisée avec des turbomoteurs français Turbomeca Arriel 2C2 de 934 chevaux chacun.

  - MH-65 Dolphin : Désignation d'origine des hélicoptères polyvalents à la suite du programme Deepwater.
    - MH-65C Dolphin : Désignation attribuée aux HH-65C transformés pour réaliser des missions de soutien.
    - MH-65D Dolphin : Désignation attribuée aux HH-65C/MH-65C à partir de 2011 de manière à les rendre interopérables avec les forces armées et navales américaines.
    - MH-65E Dolphin : Désignation attribuée aux nouveaux appareils destinés à des missions polyvalentes et entré en service, après des années de retard, en début d'année 2018[13],[14],[15].

## Culture populaire
Appareil très populaire aux États-Unis l'Aérospatiale HH-65 Dolphin apparaît fréquemment à la télévision et au cinéma. Il apparaît notamment durant le générique de début de la série télé américaine Alerte à Malibu. Par ailleurs, certains de ces hélicoptères apparaissent dans des films mettant en œuvre les moyens de l'USCG : 
- Coast Guards,
- Danger immédiat,
- Le jour d'après,
- Permis de tuer, 1989

Il est à remarquer que des Dauphin 2 militaires américains apparaissent dans le film d'espionnage et d'action Le Pacificateur, cependant ceux-ci sont purement fictifs, l'US Air Force n'ayant jamais reconnu utiliser de MH-65 Dolphin pour ses opérations spéciales.